# 石井恭二
石井 恭二（いしい きょうじ、1928年〈昭和13年〉2月13日 - 2011年〈平成23年〉11月29日）は、日本の実業家。現代思潮社（のちの現代思潮新社）の創業者である。

## 経歴
東京府東京市日本橋区（現・東京都中央区）江戸橋の天ぷら屋の生まれ。東京府立第十一中学校（現・東京都立江北高等学校）の同級に森本和夫がいる。
日本共産党に籍があったがアナーキズムに接近し、同党と思想的に相容れないアンリ・ルフェーヴルや黒田寛一の本を出して脱党。
家業の天ぷら屋を経て、1957年に現代思潮社（現・現代思潮新社）を創業、埴谷雄高、吉本隆明、澁澤龍彦、マルキ・ド・サド、ジョルジュ・バタイユ、モーリス・ブランショ、ジャック・デリダなどの著作を先駆的に刊行する。
澁澤と共にサド裁判を闘い、1969年、わいせつ物頒布等の罪により最高裁判所で罰金10万円の有罪判決を受けた。
20歳代から道元に親しんだ。神郡 周（かんごおり あまね）の筆名で古典の校注もしたが、1997年に現代思潮社を離れ、本名での著作活動を始めた。
2011年11月29日、乳頭部がんのため死去。83歳没。

## 著書
- 『性愛の智恵 大楽金剛不空真実三麼耶経 仏教と密教をめぐって』（河出書房新社） 1997.11
- 『正法眼蔵の世界』（河出書房新社） 2001.4、のち文庫
- 『正法眼蔵覚え書 続正法眼蔵の世界』（現代思潮新社） 2002.4
- 『花には香り本には毒を サド裁判・埴谷雄高・澁澤龍彦・道元を語る』（現代思潮新社） 2002.9
- 『心のアラベスク』（現代思潮新社） 2002.12
- 『親鸞』（河出書房新社） 2003.3、のち文庫

## 翻訳・編著など
- 『完本神道集成』（水戸光圀、現代思潮社、続日本古典全集） 1979.9
- 『狗張子』（釈了意、神郡周校注、現代思潮社、古典文庫） 1980
- 『最暗黒の東京』（松原岩五郎、神郡周校注、現代思潮社、古典文庫） 1980.11
- 『信長記』（小瀬甫庵、神郡周校注、現代思潮社、古典文庫） 1981
- 『塵塚談 / 俗事百工起源』（小川顕道 / 宮川政運、神郡周校注、現代思潮社、古典文庫） 1981.1
- 『備前老人物語 / 武功雑記』（松浦鎮信撰、神郡周校注、現代思潮社、古典文庫） 1981.8
- 『正法眼蔵』1 - 4（道元、注釈・現代訳、河出書房新社） 1996、のち文庫
- 『埴谷雄高エッセンス』（河出書房新社） 1997.4
- 『正法眼蔵 九十五巻本拾遺・十二巻本 別巻』（道元、河出書房新社） 1998.11
- 『武田泰淳エッセンス』（河出書房新社） 1998.6
- 『永平広録』（道元、訓読・注釈・現代文訳、河出書房新社） 2005
- 『一休和尚大全』（訓読・現代文訳、河出書房新社） 2008.3